# Ken Naganuma
Ken Naganuma (長沼 健, Naganuma Ken, né le 5 septembre 1930 à Hiroshima et mort le 2 juin 2008) est un footballeur, entraîneur et dirigeant japonais et survivant de la bombe atomique.

## Biographie
En tant qu'attaquant, Ken Naganuma fut international japonais à quatre reprises (1954-1961) pour un but inscrit. Son unique but fut inscrit contre la Corée du Sud, dans le cadre des éliminatoires de la Coupe du monde 1954, mais le Japon ne se qualifia pas. Il fit partie des joueurs sélectionnés pour les JO 1956, mais il ne joua pas le match contre l'Australie. Le Japon est éliminé dès le premier tour.
Il fut joueur de 1955 à 1966 avec Furukawa Electric. Il remporta trois coupes de l'Empereur. De 1962 à 1966, il fut entraineur-joueur.
En tant qu'entraîneur, il fut pendant deux mandats non consécutifs (1962-1969 et 1972-1976) le sélectionneur du Japon. Il participa aux JO 1964 et aux JO 1968, remportant la médaille de bronze en 1968.
De 1994 à 1998, il fut le président de la Fédération japonaise de football.

## Clubs

### En tant que joueur
- 1955-1966 :  Furukawa Electric

### En tant qu'entraineur
- 1962-1969 :  Japon
- 1972-1976 :  Japon

## Palmarès

### En tant que joueur
- Coupe du Japon de football
  - Vainqueur 1960, en 1961 et en 1964 (titre partagé)
  - Finaliste en 1962

### En tant qu'entraineur
- Jeux olympiques
  - Médaille de bronze en 1968